# La Belle Hélène (film)
Pour l’article homonyme, voir La Belle Hélène.
La Belle Hélène (Sköna Helena) est un film suédois réalisé par Gustaf Edgren, sorti en 1951. Il est adapté de l'opéra La Belle Hélène de Jacques Offenbach.

## Fiche technique
- Titre : La Belle Hélène
- Titre original : Sköna Helena
- Réalisation : Gustaf Edgren
- Scénario : Gustaf Edgren et Rune Waldekranz d'après l'opéra de Jacques Offenbach
- Pays d'origine :  Suède
- Format : Noir et blanc - 1,37:1
- Durée : 1 heure 39 minutes
- Date de sortie : 1951

## Distribution
- Eva Dahlbeck
- Max Hansen
- Per Grundén
- Åke Söderblom